# كيسبي (ساسكاتشوان)
كيسبي (بالإنجليزية: Kisbey, Saskatchewan)‏ هي قرية تقع في كندا في ساسكاتشوان. يقدر عدد سكانها بـ 217 نسمة ومساحتها 2.77 كم2 .